# Jakob Thordsen
Jakob Thordsen (Hamburgo, 22 de octubre de 1999) es un deportista alemán que compite en piragüismo en la modalidad de aguas tranquilas. Ganó tres medallas en el Campeonato Mundial de Piragüismo, entre los años 2018 y 2023.

## Palmarés internacional
| Campeonato Mundial | Campeonato Mundial          | Campeonato Mundial | Campeonato Mundial |
| Año                | Lugar                       | Medalla            | Competición        |
| ------------------ | --------------------------- | ------------------ | ------------------ |
| 2018               | Montemor-o-Velho (Portugal) | Medalla de oro     | K4 1000 m          |
| 2019               | Szeged (Hungría)            | Medalla de oro     | K4 1000 m          |
| 2023               | Duisburgo (Alemania)        | Medalla de bronce  | K1 1000 m          |